# 袖箭
袖箭，也称为袖中箭、袖里箭，是机括类暗器的一种，平时藏在衣袖之中，用时只需按动机括，就可以将箭发出。袖箭的种类有单筒袖箭、双筒袖箭、三才袖箭、四象袖箭、梅花袖箭、七煞袖箭等。

## 历史记载
相传单筒袖箭是宋朝宋真宗时期云阳（现在四川省内）白鹤宫的霞鹤道士所创。最早有关袖箭的记载是《元史·顺帝纪二》：“辛末，禁弹弓、弩箭、袖箭。”茅元仪《武备志》第一百零二卷称：“袖箭者，箭短而簇重，自袖忽发，可御人三十步之远。”
清末民初的武术家徐石荪精于袖箭，人称“小养由基”。他可以首先射出一箭，然后装箭再射，第二支箭刚好击中第一支箭的箭簇，然后第三支箭再击中第二支箭的箭簇，如此连环五箭。

## 结构
袖箭一般由箭筒和箭组成 。箭筒通常直径一寸左右（清代制式箭筒为八分），长七至八寸，筒盖无法开合，盖正中有射孔，也是装箭的地方。离筒盖一至两寸处有“蝴蝶翅”，是用于顶住箭只的开关。筒内装有一个弹簧，末端与箭筒底部相连，顶端装有一个圆片。袖箭的箭则比箭筒稍短，一般箭头用钢做成，可以涂毒，箭杆则用竹子或木头制造。箭杆靠近箭头的地方有一个凹槽，使用前将箭塞入箭筒，压缩弹簧，直至箭杆的凹槽到达“蝴蝶翅”的位置，这时蝴蝶翅将会把凹槽部分卡住，使得箭处于待發状态。

## 使用
袖箭一般是缚于小臂上内侧，发射时拨动蝴蝶翅，引发机括，发出箭支。此外有箭袋，一般为十二支箭。

## 梅花袖箭
袖箭根据一次能够发出的箭的数目可分为若干种类。单筒袖箭是一次只能发一支箭的袖箭，而梅花袖箭则是能够一次连发六支箭的袖箭。梅花袖箭是明朝人刘綖所创，比单筒袖箭为粗，直径在一寸二分到一寸五分之间。离顶端半寸处有一个大蝴蝶翅负责正中主箭的发射，另有五个小蝴蝶翅控制其余的五支箭。箭的排列是五支箭成梅花五瓣分布状，中间一支主箭。每个箭孔都对应一个弹簧。梅花袖箭的箭只与单筒袖箭一样，但无法缚在手臂上，而是要与手臂隔开一点距离。

## 文学作品中的袖箭
袖箭常常出现在武侠小说中。金庸的小说《天龙八部》中木婉清使用的袖箭，可以三箭齐发。此外，各种以明清两代为时间背景的武侠小说，如金庸的《书剑恩仇录》、《碧血剑》，梁羽生的《冰河洗剑录》、《萍踪侠影》之中，都会出现使用袖箭的人物。